# Archie Roboostoff
Archibald Vincent Roboostoff (Shanghai, 9 ottobre 1951 – Granite Bay, 29 luglio 2019) è stato un calciatore statunitense, di ruolo attaccante.

## Carriera

### Club
Nativo di Shanghai, in Cina, emigra negli Stati Uniti d'America con la famiglia a Daly City, California.
Dal 1971 al 1973 milita nel Concordia A.C., nel 1974 viene ingaggiato dai neonati S.J. Earthquakes, franchigia della NASL, nei quali militò sino all'anno seguente. Con i Quakes otterrà come miglior piazzamento il raggiungimento dei quarti di finale nella stagione 1974.
Nella stagione 1976 passa ai San Diego Jaws, con cui non riuscì ad accedere ai playoff.
La stagione seguente passa ai Portland Timbers, con cui nuovamente non riesce ad accedere ai playoff per il titolo.
Nel corso del successivo campionato passa agli Oakland Stompers, con cui fallisce l'accesso ai playoff per il titolo.
Contemporaneamente e successivamente al calcio, si dedicò anche all'indoor soccer, vincendo con gli Earthquakes la stagione NASL indoor 1975.
È morto il 29 luglio 2019 dopo aver lottato per due anni contro il cancro.

### Nazionale
Naturalizzato statunitense, venne convocato nella selezione olimpica statunitense per disputare il torneo calcistico alla XX Olimpiade. Con la sua nazionale chiuse al quarto e ultimo posto del Girone A, con un solo punto conquistato.
Ha inoltre giocato tra il 1973 ed il 1975 sette incontri amichevoli con la nazionale di calcio degli Stati Uniti d'America, senza mai vincere o pareggiare una partita.

## Statistiche

### Cronologia presenze e reti in nazionale
| Cronologia completa delle presenze e delle reti in nazionale ― Stati Uniti | Cronologia completa delle presenze e delle reti in nazionale ― Stati Uniti | Cronologia completa delle presenze e delle reti in nazionale ― Stati Uniti | Cronologia completa delle presenze e delle reti in nazionale ― Stati Uniti | Cronologia completa delle presenze e delle reti in nazionale ― Stati Uniti | Cronologia completa delle presenze e delle reti in nazionale ― Stati Uniti | Cronologia completa delle presenze e delle reti in nazionale ― Stati Uniti | Cronologia completa delle presenze e delle reti in nazionale ― Stati Uniti |
| Data                                                                       | Città                                                                      | In casa                                                                    | Risultato                                                                  | Ospiti                                                                     | Competizione                                                               | Reti                                                                       | Note                                                                       |
| -------------------------------------------------------------------------- | -------------------------------------------------------------------------- | -------------------------------------------------------------------------- | -------------------------------------------------------------------------- | -------------------------------------------------------------------------- | -------------------------------------------------------------------------- | -------------------------------------------------------------------------- | -------------------------------------------------------------------------- |
| 10-8-1973                                                                  | San Francisco                                                              | Stati Uniti                                                                | 0 – 4                                                                      | Polonia                                                                    | Amichevole                                                                 | -                                                                          | 46’                                                                        |
| 5-9-1974                                                                   | Monterrey                                                                  | Messico                                                                    | 3 – 1                                                                      | Stati Uniti                                                                | Amichevole                                                                 | -                                                                          |                                                                            |
| 8-9-1974                                                                   | Dallas                                                                     | Stati Uniti                                                                | 0 – 1                                                                      | Messico                                                                    | Amichevole                                                                 | -                                                                          | Ingresso                                                                   |
| 26-3-1975                                                                  | Poznań                                                                     | Polonia                                                                    | 7 – 0                                                                      | Stati Uniti                                                                | Amichevole                                                                 | -                                                                          |                                                                            |
| 19-8-1975                                                                  | Città del Messico                                                          | Stati Uniti                                                                | 1 – 3                                                                      | Costa Rica                                                                 | Amichevole                                                                 | -                                                                          |                                                                            |
| 21-8-1975                                                                  | Città del Messico                                                          | Stati Uniti                                                                | 0 – 6                                                                      | Argentina                                                                  | Amichevole                                                                 | -                                                                          |                                                                            |
| 24-8-1975                                                                  | Città del Messico                                                          | Messico                                                                    | 2 – 0                                                                      | Stati Uniti                                                                | Amichevole                                                                 | -                                                                          | 66’                                                                        |
| Totale                                                                     |                                                                            | Presenze                                                                   | 7                                                                          |                                                                            | Reti                                                                       | 0                                                                          |                                                                            |

## Palmarès

### Indoor soccer
- NASL Indoor: 1

San Jose Earthquakes: 1975